# Fotballklubben Bodø/Glimt 2006
Questa voce raccoglie le informazioni riguardanti il Fotballklubben Bodø/Glimt nelle competizioni ufficiali della stagione 2006.

## Rosa
| N. |                       | Ruolo | Calciatore         |
| -- | --------------------- | ----- | ------------------ |
| 1  | Norvegia (bandiera)   | P     | Alexander Vangen   |
| 2  | Norvegia (bandiera)   | D     | Vegard Sannes      |
| 3  | Norvegia (bandiera)   | D     | Erik Hoftun        |
| 4  | Norvegia (bandiera)   | D     | Cato André Hansen  |
| 5  | Costa Rica (bandiera) | D     | Roy Miller         |
| 6  | Norvegia (bandiera)   | C     | Stian Theting      |
| 7  | Norvegia (bandiera)   | C     | Runar Berg         |
| 8  | Norvegia (bandiera)   | C     | Olav Råstad        |
| 9  | Norvegia (bandiera)   | D     | Mounir Hamoud      |
| 10 | Norvegia (bandiera)   | A     | Stig Johansen      |
| 11 | Norvegia (bandiera)   | A     | Kim Nysted         |
| 11 | Norvegia (bandiera)   | A     | Håvard Sakariassen |
| 12 | Norvegia (bandiera)   | P     | Jonas Kolstad      |

| N. |                       | Ruolo | Calciatore            |
| -- | --------------------- | ----- | --------------------- |
| 14 | Norvegia (bandiera)   | D     | Håvard Halvorsen      |
| 15 | Norvegia (bandiera)   | C     | Thomas Jacobsen       |
| 16 | Norvegia (bandiera)   | D     | Tom Høgli             |
| 17 | Norvegia (bandiera)   | D     | Ruben Imingen         |
| 18 | Norvegia (bandiera)   | C     | Anders Karlsen        |
| 19 | Albania (bandiera)    | A     | Tani Stafsula         |
| 20 | Norvegia (bandiera)   | A     | Trond Olsen           |
| 21 | Costa Rica (bandiera) | A     | Randall Brenes        |
| 22 | Norvegia (bandiera)   | D     | Even Iversen          |
| 25 | Norvegia (bandiera)   | P     | Erling Bakkemo        |
| 26 | Norvegia (bandiera)   | P     | Ole Arvid Langnes     |
| 27 | Norvegia (bandiera)   | A     | Olav Tuelo Johannesen |
| 27 | Norvegia (bandiera)   | A     | Stig Arild Råket      |